# Rio Carás
O rio Carás é um curso de água que banha o estado do Ceará, cortando o município de Juazeiro do Norte, inclusive sua área urbana. Integra a sub-bacia do rio Salgado e a bacia do rio Jaguaribe.
Se caracteriza por ser um rio perene e que apresenta elevados índices de poluição em virtude do esgoto e resíduos lançados in natura no mesmo. Esta poluição vem afetando a vida do ecossistema, que vem perdendo suas populações de jabutis, moluscos e peixes, afetando todo o seu vale.